# 菲沙-佐治堡地區

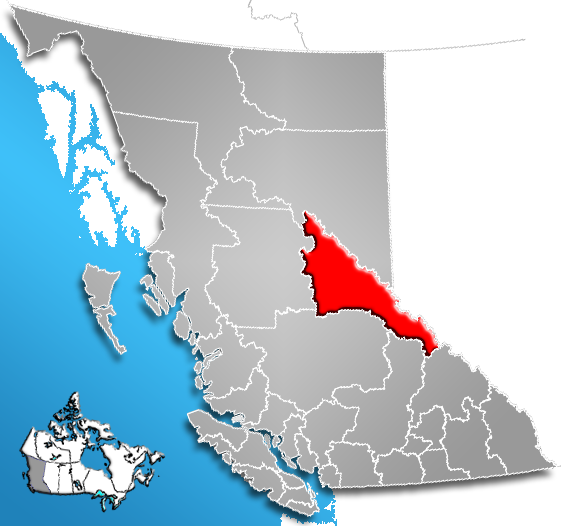
菲沙-佐治堡地區在卑詩省的位置

菲沙-佐治堡地區（英語：Regional District of Fraser-Fort George）是加拿大卑詩省中部内陸地區的一個行政區，於1967年3月8日成立，行政中心設於喬治王子城。據2011年人口普查，區内共有91,879名居民，總面積50,676.30平方公里。

## 轄區
菲沙-佐治堡地區下設四個地區自治體，如下：
- 喬治王子城（City of Prince George）
- 馬更些地區自治體（District Municipality of Mackenzie）
- 麥克布來德村（Village of McBride）
- 維爾蒙特村（Village of Valemount）

區内的非建制地區則分為七個選區（electoral areas），如下：
- 菲沙-佐治堡甲選區（Electoral Area A）
- 菲沙-佐治堡丙選區（Electoral Area C）
- 菲沙-佐治堡丁選區（Electoral Area D）
- 菲沙-佐治堡戊選區（Electoral Area E）
- 菲沙-佐治堡己選區（Electoral Area F）
- 菲沙-佐治堡庚選區（Electoral Area G）
- 菲沙-佐治堡辛選區（Electoral Area H）

此區的行政機關為菲沙-佐治堡地區委員會，由14名委員組成。委員由兩種方法產生：代表建制城鎮的委員由該城鎮的議會委任而成，而代表非建制地區的委員則由上述七個選區内的選民直接選出。委員會内有四名委員代表喬治王子城，其餘三個地區自治體和七個選區則各有一名委員。

## 外部連結
- （英文）RDFFG - Home （页面存档备份，存于）－菲沙-佐治堡地區官方網站